# Писаренко, Новомир Фёдорович
Новомир Фёдорович Писаренко — российский учёный, доктор физико-математических наук, лауреат премии Академии наук СССР и Чехословацкой академии наук.

## Биография
Родился 10.08.1930. Окончил физический факультет МГУ (1953).
С 1967 по 1974 г. зав. сектором солнечных космических лучей, с 1974 г. руководитель группы, с 1975 заведующий лабораторией исследования энергичных частиц в Институте космических исследований. Руководил лабораторией и комплексом энергичных частиц до конца 1990-х гг.
Умер в 2010 году после тяжёлой болезни.

## Научная деятельность
Доктор физико-математических наук. Диссертация:
- Солнечные вспышки : ускорение и распространение заряженных частиц по данным экспериментов на космических аппаратах : диссертация … доктора физико-математических наук : 01.04.01. — Москва, 1986. — 546 с. : ил.

Профессор.
Соавтор открытия: «Экспериментально установлено неизвестное ранее явление стока частиц радиационных поясов Земли над отрицательными планетарными магнитными аномалиями, обусловленное взаимодействием частиц с атомами атмосферы и проявляющееся в существовании ниже обычных границ поясов зон интенсивной радиации» (внесено в Государственный реестр открытий 18 декабря 1980 года под № 237 с приоритетом от 27 декабря 1960 года)

### Публикации
- Изучение мягкой корпускулярной радиации на спутнике луны Луна-10. Н. Л. Григоров, В. Л. Мадуев, С. Л. Мандельштам, Н. Ф. Писаренко, И. А. Савенко, И. П. Тиндо. Докл. АН СССР, 170:3 (1966), 567—569
- Исследование космического излучения на искусственном спутнике Луна-10. Н. Л. Григоров, В. Л. Мадуев, Н. Ф. Писаренко, И. А. Савенко. Докл. АН СССР, 170:3 (1966), 565—566
- Обнаружение внутреннего радиационного пояса на высоте 320 км в районе южно-атлантической магнитной аномалии. С. Н. Вернов, И. А. Савенко, П. И. Шаврин, Н. Ф. Писаренко. Докл. АН СССР, 140:5 (1961), 1041—1044
- Внешний радиационный пояс Земли на высоте 320 км. С. Н. Вернов, И. А. Савенко, П. И. Шаврин, В. Е. Нестеров, Н. Ф. Писаренко. Докл. АН СССР, 140:4 (1961), 787—790

## Награды и звания
Лауреат премии Академии наук СССР и Чехословацкой академии наук (1982) — за разработки на тему тему «Изучение генерации заряженных частиц во время солнечных вспышек путем исследования всплесков солнечного рентгеновского излучения».

## Семья
Первая жена — певица Галина Писаренко. Вторая жена — Орлова Эльвира Алексеевна. Трое сыновей — Святослав, Михаил, Антон.